# Tania Nolan
Tania Nolan (* 19. August 1983 in Rakaia, Canterbury) ist eine neuseeländische Schauspielerin.

## Leben
Nolan studierte an der Toi Whakaari: New Zealand Drama School. Bekanntheit erlangte sie durch ihre Fernsehserienrollen Isobel Jones in The Hothouse (2007) und Angelina Caulfield in Go Girls (2009–2011). Neben diesen spielte sie auch in weiteren Fernsehserien wie etwa als Dennee Amnell in Legend of the Seeker – Das Schwert der Wahrheit (2008–2009), als Caecilia in Spartacus: Blood and Sand (2010) und als Dr. Natasha Collins in This Is Not My Life (2010).
Filmauftritte hatte sie als Louise Williams in Alex Galvins Horrorthriller When Night Falls (2007), als Alison in dem Drama Kissy Kissy (2007), als Luka in Patrick Tatopoulos’ Underworld – Aufstand der Lykaner (2009) und als Lindsay in Into the Rainbow, sowie in einigen Kurzfilmen.

## Filmografie (Auswahl)

### Filme
- 2007: When Night Falls
- 2007: Kissy Kissy
- 2009: Underworld – Aufstand der Lykaner (Underworld: Rise of the Lycans)
- 2012: The Knightswood (Kurzfilm)
- 2016: Break the Will (Kurzfilm)
- 2016: The 6th Friend
- 2017: Into the Rainbow
- 2017: And Then There Was Eve

### Fernsehserien
- 2007: The Hothouse (sieben Folgen)
- 2008–2009: Legend of the Seeker – Das Schwert der Wahrheit (Legend of the Seeker, zwei Folgen)
- 2009: The Cult (eine Folge)
- 2009–2011: Go Girls (39 Folgen)
- 2010: Spartacus: Blood and Sand (drei Folgen)
- 2010: This Is Not My Life (13 Folgen)
- 2012: Fight Night Legacy (zwei Folgen)
- 2014: Film School Shorts (eine Folge)
- 2014–2015: Step Dave (25 Folgen)
- 2015: Grayson: Earth One (eine Folge)

## Nominierung
2007: Qantas-Television-Award-Nominierung als beste Schauspielerin für The Hothouse.